# 31 octobre en sport
30 septembre 30 novembre
Chronologies thématiques
- Croisades
- Ferroviaires
- Disney

Le 31 octobre (304e jour de l'année ou 305e en cas d'année bissextile) en sport.

## Événements

### XXesièclede1901à1950
- 1948 :
  - (Sport automobile) : Grand Prix automobile de Penya-Rhin.
- 1950 :
  - (Basket-ball) : Earl Lloyd est le premier Noir à disputer une rencontre NBA

### XXesièclede1951à2000
- 1999 :
  - (Formule 1) : Grand Prix automobile du Japon.
  - (Rugby à XV) : en demi-finale de la Coupe du monde, l'équipe de France réalise un des plus gros retournements de l'histoire de ce sport face à la Nouvelle-Zélande pour parvenir en finale. Menés 10-24, les Français marquent 33 points consécutivement pour finalement s'imposer 43-31 contre tous les pronostics.

### XXIesiècle
- 2006 :
  - (Hockey sur glace) : les Canadiens de Montréal (Équipe de hockey) l'emportent sur les Sénateurs d'Ottawa 4-2 au centre Bell.
- 2015 :
  - (Rugby à XV /Coupe du monde) : Au terme de la finale, se disputant en Angleterre au stade de Twickenham, la Nouvelle-Zélande a pris le dessus sur l'Australie (34-17) pour remporter son troisième titre de championne du monde (un record), le second consécutif.
- 2020 :
  - (Cyclisme sur route /Tour d'Espagne) : sur la 11e étape du Tour d'Espagne qui se déroule de Villaviciosa au Parc naturel de Somiedo, sur une distance de 170 km, victoire du français David Gaudu. Le Slovène Primož Roglič conserve le maillot rouge.
  - (Rugby à XV /Tournoi des Six Nations) : fin du Tournoi des Six Nations avec les dernières rencontres, l'Écosse bat le pays de Galles 14-10, l'Angleterre bat l'Italie 34-5, et la France s'impose face à l'Irlande 35-27. C'est l'Angleterre qui remporte le tournoi[1].

## Naissances

### XIXesiècle
- 1883 :
  - Anthony Wilding, joueur de tennis néo-zélandais. Médaillé de bronze du simple indoor aux Jeux de Stockholm 1912. Vainqueur des Open d'Australie 1906 et 1909 puis des Tournois de Wimbledon 1910, 1911, 1912 et 1913 ainsi que des Coupe Davis 1907, 1908, 1909 et 1911. († 9 mai 1915).
- 1886 :
  - Haakon Sörvik, gymnaste suédois. Champion olympique du concours général par équipes aux Jeux de Londres 1908. († 30 mai 1970).
- 1887 : 
  - Édouard Lalonde, hockeyeur sur glace canadien. († 21 novembre 1970).
- 1888 : 
  - Andreas Cervin, gymnaste suédois. Champion olympique du concours général par équipes aux Jeux de Londres 1908. († 14 février 1972).

### XXesièclede1901à1950
- 1920 :
  - Fritz Walter, footballeur allemand. Champion du monde de football 1954. (61 sélections en équipe nationale). († 17 juin 2002).
- 1929 :
  - Eddie Charlton, joueur de snooker et de billard anglais australien. († 7 novembre 2004).
- 1931 :
  - Jack Molinas, basketteur américain. († 3 août 1975).
- 1933 :
  - Phil Goyette, hockeyeur sur glace puis entraîneur canadien.
  - Eric Nesterenko, hockeyeur sur glace canadien.
- 1935 :
  - Dale Brown, entraîneur de basket-ball américain.
- 1941 :
  - Derek Bell, pilote de F1 et de courses d'endurance britannique. Vainqueur des 24 Heures du Mans 1975, 1981, 1982, 1986 et 1987.
- 1942 :
  - Dave McNally, joueur de baseball américain. († 1er décembre 2002).
- 1943 :
  - Elliott Forbes-Robinson, pilote de courses automobile américain.
  - Brian Piccolo, joueur de foot U.S. américain. († 16 juin 1970).
- 1947 :
  - Frank Shorter, athlète de fond américain. Champion olympique du marathon aux Jeux de Munich 1972 puis médaillé d'argent du marathon aux Jeux de Montréal 1976.
- 1949 :
  - Solange Fol, basketteuse française. 38 sélections en Équipe de France).

### XXesièclede1951à2000
- 1951 :
  - François Bracci, footballeur puis entraîneur français. (18 sélections en équipe de France). († 27 décembre 2023).
  - Nick Saban, entraîneur de foot U.S. américain.
  - Dave Trembley, joueur de baseball américain.
- 1952 :
  - Joe West, arbitre de baseball américain.
- 1953 :
  - John Lucas, basketteur puis entraîneur américain.
- 1958 :
  - Jeannie Longo-Ciprelli, cycliste sur route et sur piste française. Médaillée d'argent de la course en ligne aux Jeux de Barcelone 1992, championne olympique de la course en ligne et médaillée d'argent du contre-la-montre aux Jeux d'Atlanta 1996 et médaillée de bronze du contre-la-montre aux Jeux de Sydney 2000. Championne du monde de cyclisme sur route 1985, 1986, 1987 et 1989, championne du monde de cyclisme sur route et du contre-la-montre 1995 puis championne du monde de cyclisme du contre-la-montre 1996 et 1997. Victorieuse des Tours de France 1987, 1988 et 1989.
  - Yves Loubet, pilote de rallyes automobile français.
  - Simon Poidevin, joueur de rugby à XV australien. Champion du monde de rugby à XV 1991. (59 sélections en équipe nationale).
- 1959 :
  - Mats Näslund, hockeyeur sur glace suédois. Médaillé de bronze aux Jeux de Lake Placid 1980 puis champion olympique aux Jeux de Lillehammer 1994. Champion du monde de hockey sur glace 1991.
- 1960 :
  - Mike Gallego, joueur de baseball américain.
- 1961 :
  - Alonzo Babers, athlète de sprint américain. Champion olympique du 400m et du relais 4×400m aux Jeux de Los Angeles 1984.
  - Alain Portes, handballeur puis entraîneur français. Médaillé de bronze aux Jeux de Barcelone 1992. (216 sélections en équipe de France). Sélectionneur de l'équipe de Tunisie de 2009 à 2013, championne d'Afrique de handball 2010 et 2012 puis sélectionneur de l'équipe de France féminine de 2013 à 2016.
- 1963 :
  - Paul Cyr, hockeyeur sur glace canadien. († 19 mai 2012).
  - Dunga, footballeur puis entraîneur brésilien. Médaillé d'argent aux Jeux de Los Angeles 1984. Champion du monde de football 1994. Vainqueur des Copa América 1989 et 1997. (91 sélections en équipe nationale). Sélectionneur de l'équipe du Brésil de 2006 à 2010 et de 2014 à 2016, médaillée de bronze aux Jeux de Pékin 2008 et victorieuse de la Copa América 2007.
  - Fred McGriff, joueur de baseball américain.
- 1964 :
  - Marco van Basten, footballeur puis entraîneur néerlandais. Champion d'Europe de football 1988. Vainqueur de la Coupe d'Europe des vainqueurs de coupe de football 1987, et des Coupe des clubs champions 1989 et 1990. (58 sélections en équipe nationale). Sélectionneur de l'équipe des Pays-Bas de 2004 à 2008.
- 1965 :
  - Blue Edwards, basketteur américain.
  - Denis Irwin, footballeur irlandais. Vainqueur de la Coupe d'Europe des vainqueurs de coupe de football 1991 et de la Ligue des champions de l'UEFA 1999. (56 sélections en équipe nationale).
  - Hubert Leitgeb, biathlète italien. Champion du monde de biathlon par équipes 1991 et 1994. († 4 février 2012).
- 1967 :
  - Buddy Lazier, pilote de courses automobile américain. Vainqueur des 500 miles d'Indianapolis 1996.
- 1968 :
  - Antonio Davis, basketteur américain. (17 sélections en équipe nationale).
- 1971 :
  - Alphonso Ford, basketteur américain. († 4 septembre 2004).
  - Tom Smith, joueur de rugby à XV puis entraîneur écossais. Vainqueur du Tournoi des Cinq Nations 1999. (61 sélections en équipe nationale).
  - Ian Walker, footballeur anglais. (4 sélections en équipe nationale).
- 1972 :
  - Shaun Bartlett, footballeur sud-africain. Champion d'Afrique de football 1996. (74 sélections en équipe nationale).
- 1975 :
  - Fabio Celestini, footballeur suisse. (35 sélections en équipe nationale).
  - Victoria Ravva, volleyeuse franco-géorgienne. Victorieuse des Ligue des champions 2002 et 2003. (16 sélections en équipe de France).
- 1976 :
  - Guti, footballeur espagnol. Vainqueur des Ligue des champions 1998, 2000 et 2002. (14 sélections en équipe nationale).
- 1978 :
  - Martin Verkerk, joueur de tennis néerlandais.
- 1979 :
  - Simão Sabrosa, footballeur portugais. Vainqueur de la Ligue Europa 2010. (85 sélections en équipe nationale).
  - Ricardo Fuller, footballeur jamaïcain. (60 sélections en équipe nationale).
- 1980 :
  - Massimo Gobbi, footballeur italien. (1 sélection en équipe nationale).
  - Marcel Meeuwis, footballeur néerlandais.
- 1981 :
  - Mike Napoli, joueur de baseball américain.
  - Ronnie Taylor, basketteur américain.
  - Steven Hunter, basketteur américain.
- 1982 :
  - Tomas Plekanec, hockeyeur sur glace tchèque.
- 1983 :
  - Christophe Jallet, footballeur français. (16 sélections en équipe de France).
  - Mike Rockenfeller, pilote de courses automobile d'endurance allemand. Vainqueur des 24 heures du Mans 2010.
  - Aleksey Yakimenko, sabreur russe. Médaillé de bronze du sabre par équipes aux Jeux d'Athènes 2004. Champion du monde d'escrime par équipes 2002, 2003, 2005 2010, 2011, 2013 et 2016 puis champion du monde d'escrime du sabre individuel 2015. Champion d'Europe d'escrime du sabre par équipes 2003, 2004, 2005, 2007, 2008, 2016 et 2017 puis champion d'Europe d'escrime du sabre individuel 2006, 2010, 2011 et 2014 ainsi que champion d'Europe d'escrime du sabre individuel et par équipes 2012.
- 1984 :
  - Pat Murray, joueur de foot U.S. américain.
- 1985 :
  - Fanny Chmelar, skieuse alpine allemande.
- 1986 :
  - Stéphanie Dubois, joueuse de tennis canadienne.
- 1987 :
  - Nick Foligno, hockeyeur sur glace américano-canadien.
  - Jean-Karl Vernay, pilote de courses automobile français.
- 1988 :
  - Cole Aldrich, basketteur américain.
  - Sébastien Buemi, pilote de F1 et de courses automobile d'endurance suisse.
  - Yohann Thuram, footballeur français.
  - Elizabeth Yarnold, skeletoneuse britannique. Championne olympique aux Jeux de Sotchi 2014 et aux Jeux de Pyeongchang 2018. Championne du monde de la FIBT au skeleton individuelle 2015. Championne d'Europe de skeleton en individuelle 2015.
- 1989 :
  - Josh Hodgson, joueur de rugby XIII anglais. (17 sélections en équipe nationale).
  - Warren Weir, athlète de sprint jamaïcain. Médaillé de bronze du 200m aux Jeux de Londres 2012.
- 1990 :
  - Benjamin Ferré, navigateur et skipper français.
  - Edson Lemaire, footballeur franco-tahitien. Champion d'Océanie de football 2012.
  - Emiliano Sala, footballeur argentino-italien. († 21 janvier 2019).
- 1991 :
  - Michele Vitali, basketteur italien.
- 1992 :
  - Justin Edwards, basketteur canadien.
  - Shenia Minevskaja, handballeuse allemande. (72 sélections en équipe nationale).
- 1994 :
  - Fabien Grellier, cycliste sur route français.
  - George Williams, joueur de rugby XIII anglais. (10 sélections en équipe nationale).
- 1995 :
  - Viktória Lukács, handballeuse hongroise. (107 sélections en équipe nationale).
  - Predrag Rajković, footballeur serbe. (34 sélections en équipe nationale).
  - Mihailo Ristić, footballeur serbe.
- 1997 :
  - Siobhán Bernadette Haughey, nageuse hongkongaise. Médaillée d'argent du 100 et 200m nage libre aux Jeux de Tokyo 2020.
  - Bruno Langa, footballeur mozambicain. (23 sélections en équipe nationale).
  - Mathías Olivera, footballeur uruguayen. (17 sélections en équipe nationale).
  - Marcus Rashford, footballeur anglais. Vainqueur de la Ligue Europa 2017. (36 sélections en équipe nationale).
  - Iván Sosa, cycliste sur route colombien.
- 1999 :
  - Emma Friis, handballeuse danoise. (44 sélections en équipe nationale).
  - Léa Serna, patineuse artistique individuelle française.
- 2000 :
  - Georges Mikautadze, footballeur franco-géorgien. (27 sélections avec l'équipe de Géorgie).

### XXIesiècle
- 2002 :
  - Ansu Fati, footballeur espagnol. Vainqueur de la Coupe d'espagne 2021.
  - Jakub Kałuziński, footballeur polonais.
  - Tyler Morton, footballeur anglais.
- 2003 :
  - Ibrahim Diakité, footballeur franco-guinéen. (8 sélections avec l'équipe de Guinée).
- 2005 :
  - Jens Hjertø-Dahl, footballeur norvégien.

## Décès

### XXesièclede1901à1950
- 1917 : 
  - Tibby Cotter, 32 ans, joueur de cricket australien. (° 3 décembre 1884).
- 1932 : 
  - Charles Terront, 75 ans, cycliste sur piste et sur route français. (° 25 avril 1857).
- 1938 :
  - August Gustafsson, 62 ans, tireur à la corde suédois. Champion olympique de tir à la corde aux Jeux de Stockholm 1912. (° 4 novembre 1875).
- 1939 : 
  - Deacon McGuire, 75 ans, joueur et dirigeant de baseball américain. (° 18 novembre 1863).
- 1940 : 
  - Harvey Pulford, 65 ans, hockeyeur sur glace canadien. (° 22 avril 1875).
- 1944 : 
  - Eduard Engelmann jr, 80 ans, patineur artistique autrichien. Champion d'Europe de patinage artistique 1892, 1893 et 1894. (° 14 juillet 1864).

### XXesièclede1951à2000
- 1955 :
  - Alban Collignon, 74 ans, journaliste sportif belge. Organisateur du Tour de Belgique. Président de l'UCI de 1937 à 1947. (° 17 mai 1876).
- 1972 : 
  - Bill Durnan, 56 ans, hockey sur glace puis entraîneur canadien. (° 22 janvier 1916).
- 1977 :
  - Giuseppe Morandi, 83 ans, pilote de courses automobile italien. (° 10 février 1894).
- 1983 : 
  - George Halas, 88 ans, joueur de foot U.S puis entraîneur américain. (° 2 février 1895).
- 1997 : 
  - Bram Appel, 76 ans,  footballeur puis entraîneur néerlandais. (12 sélections en équipe nationale). (° 30 octobre 1921).
  - Hans Bauer, 70 ans, footballeur allemand. Champion du monde football 1954. (5 sélections en équipe nationale). (° 28 juillet 1927).
- 1999 :
  - Maurice Lafforgue, 84 ans, skieur alpin français. Médaillé d'argent  de la descente et du combiné aux Mondiaux 1937. (° 26 mars 1915).
  - Greg Moore, 24 ans, pilote de courses automobile canadien. (° 22 avril 1975).

### XXIesiècle
- 2001 : 
  - Régine Cavagnoud, 31 ans, skieuse française. Championne du monde de ski alpin du super-G 2001. (° 27 juin 1970).
- 2007 : 
  - Ray Gravell, 56 ans, joueur de rugby à XV gallois. Vainqueur des Grands Chelems 1976 et 1978, des Tournois des Cinq Nations 1975 et 1979. (30 sélections en équipe nationale). (° {12 septembre 1951).
  - Jacques Heuclin, 61 ans, pilote de courses automobile d'endurance puis homme politique français. Député de la 9° circonscription de Seine-et-Marne de 1991 à 1993 et de 1997 à 2002. (° 10 juillet 1946).
- 2011 : 
  - Flórián Albert, 70 ans, footballeur hongrois. Médaillé de bronze aux Jeux de Rome 1960. Vainqueur de la Coupe des villes de foires 1965. (75 sélections en équipe nationale). (° 14 septembre 1941).
  - Len Killeen, 72 ans, joueur de rugby à XIII sud africain. (° 19 novembre 1938).
- 2012 : 
  - John Fitch, 95 ans, pilote de courses automobile américain. (° 4 août 1917).
  - Konstantin Vyrupayev, 82 ans, lutteur de gréco-romaine soviétique puis russe. Champion olympique des - 57 kg aux Jeux de Melbourne 1956 puis médaillé de bronze des - 62 kg aux Jeux de Rome 1960. (° 10 octobre 1930).
- 2014 :
  - Jean-Pierre Roy, 94 ans, joueur de baseball puis consultant canadien. (° 26 juin 1920).
- 2019 :
  - Tarania Clarke, footballeuse jamaïcaine (° 3 octobre 1999).
- 2020 :
  - Fernand Masoero, 93 ans, pilote de courses automobile français. (° 6 décembre 1926).